# Musa al-Husayni
Musa Kazim al-Husayni (c.1850/53-1934) foi presidente do município de Jerusalém e um líder nacionalista palestiniano.
Filho de Salim al-Husayni, presidente da câmara de Jerusalém em finais do século XIX, Husayni realizou os seus estudos na Escola de Administração de Istanbul. Entre 1892 e 1913 ocupou vários cargos governamentais em regiões do Império Otomano, como na Síria, Iémen e na Transjordânia. 
Em Março de 1918 foi nomeado presidente da câmara de Jerusalém pelas autoridades britânicas, depois da morte do antigo presidente do município, o seu irmão Husayn. Em Abril de 1920 foi destituído do cargo pelos britânicos, por ter apoiado através de um discurso o governo independentista de Faiçal I.
No terceiro Congresso Árabe, que teve lugar em Haifa em Dezembro de 1920, foi eleito presidente do Comité Executivo Árabe, tornando-se uma das figuras mais importantes do movimento nacionalista palestiniano.
Entre 1921 e 1930 presidiu a quatro delegações palestinianas que viajaram até Londres, onde apresentaram as suas reivindicações junto dos britânicos. No primeiro encontro, em 1921, a delegação pediu o fim da imigração sionista para a Palestina, a revogação da Declaração de Balfour e o estabelecimento de um estado árabe na Palestina, que se deveria federar a outros estados árabes da região.
Em Outubro de 1933 liderou uma manifestação em Jafa contra a imigração sionista, na qual foi agredido pelas forças britânicas. Não resistiu aos ferimentos provacados e faleceu em Março de 1934. Foi sepultado na Mesquita de Al-Aqsa.